# Rimus da Acádia
Rimus ou Urumus (em acádio: 𒌷𒈬𒍑; romaniz.: Ri-mu-uš, Rimush ou Urumush) foi o segundo rei da Acádia que reinou entre 2 306 até 2 270 a.C., sendo o sucessor de Sargão da Acádia. Foi sucedido por Manistusu, suposto filho de Sargão.

## Reinado

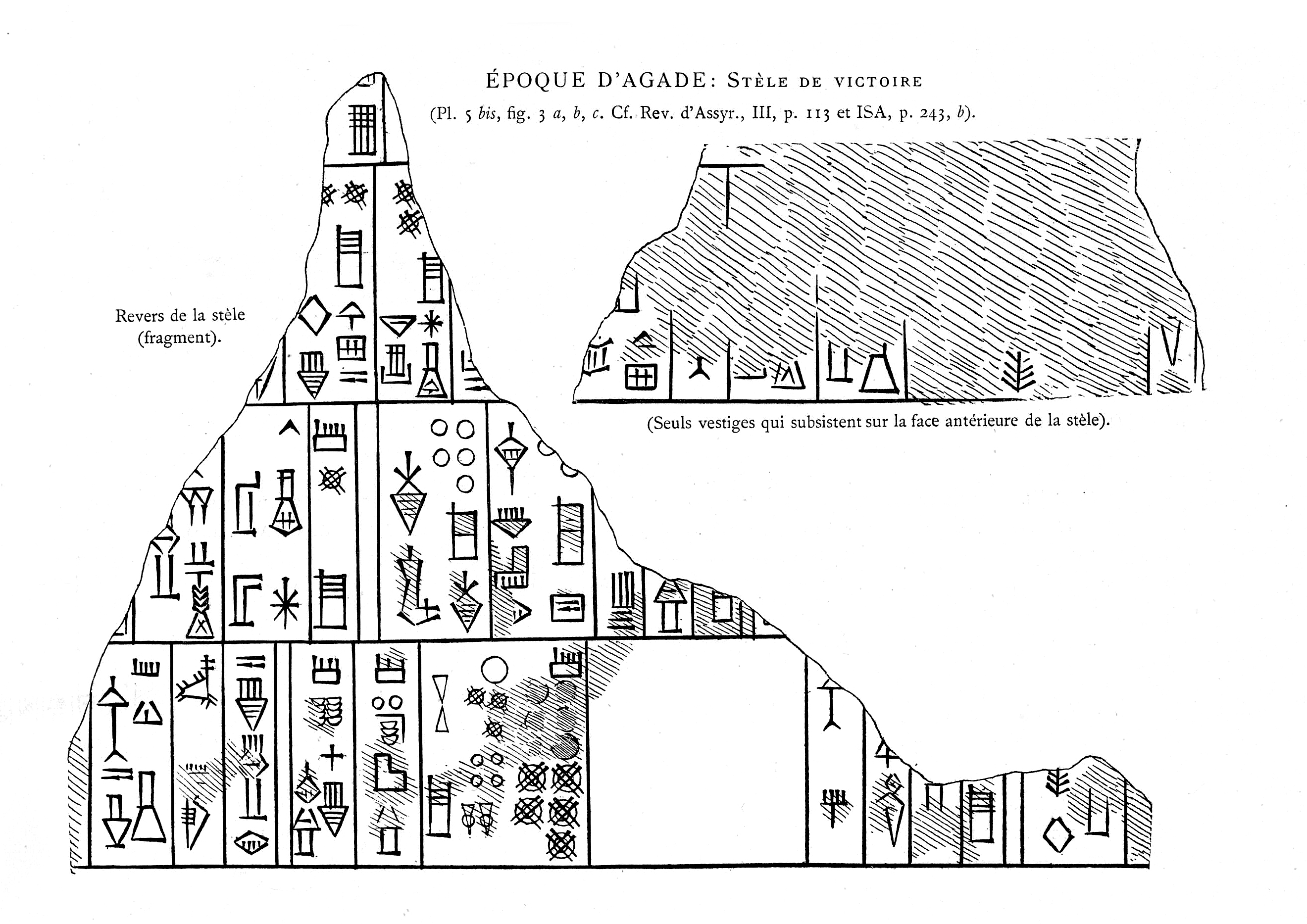
Fragmentos da estela da vitória de Rimus.

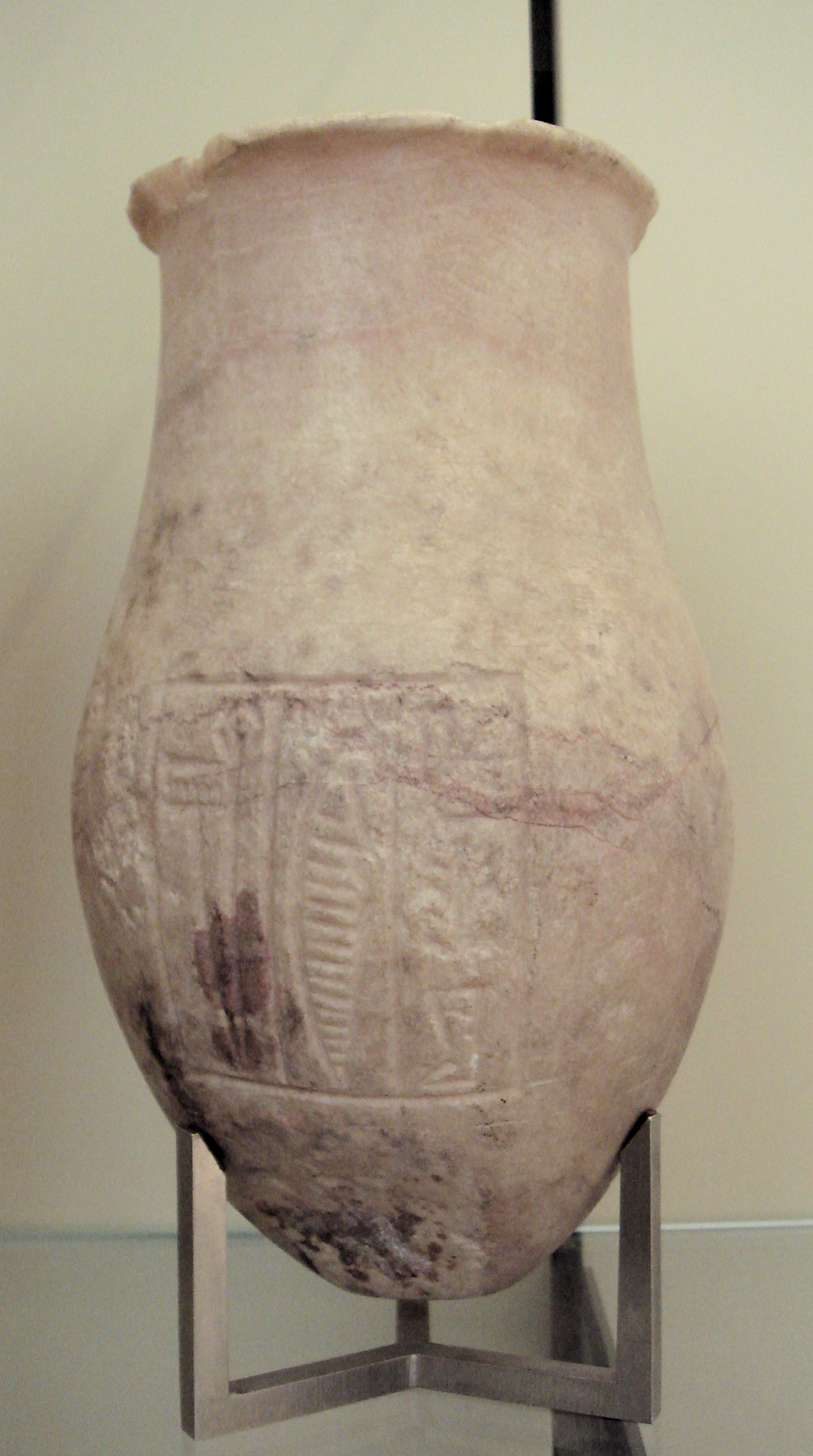
Vaso com o nome "Rimus, rei de Quis" criada em Guirsu

Em seu reinado, Rimus teve que seguir numa invasão em Elão proposta por Sargão, seu pai. Uma coalizão liderada pelo governante de Marasi, que estendeu a autoridade para o oeste em Elão, formou uma aliança estratégica com a intenção de contrabalançar qualquer influência acadiana no Irã ou no Golfo. Porém, as forças de Rimus tiveram sucesso ao derrotar a coalizão e capturar os comandantes, trazendo Elão e Susiana mais uma vez sob a influência acadiana ou governo direto.

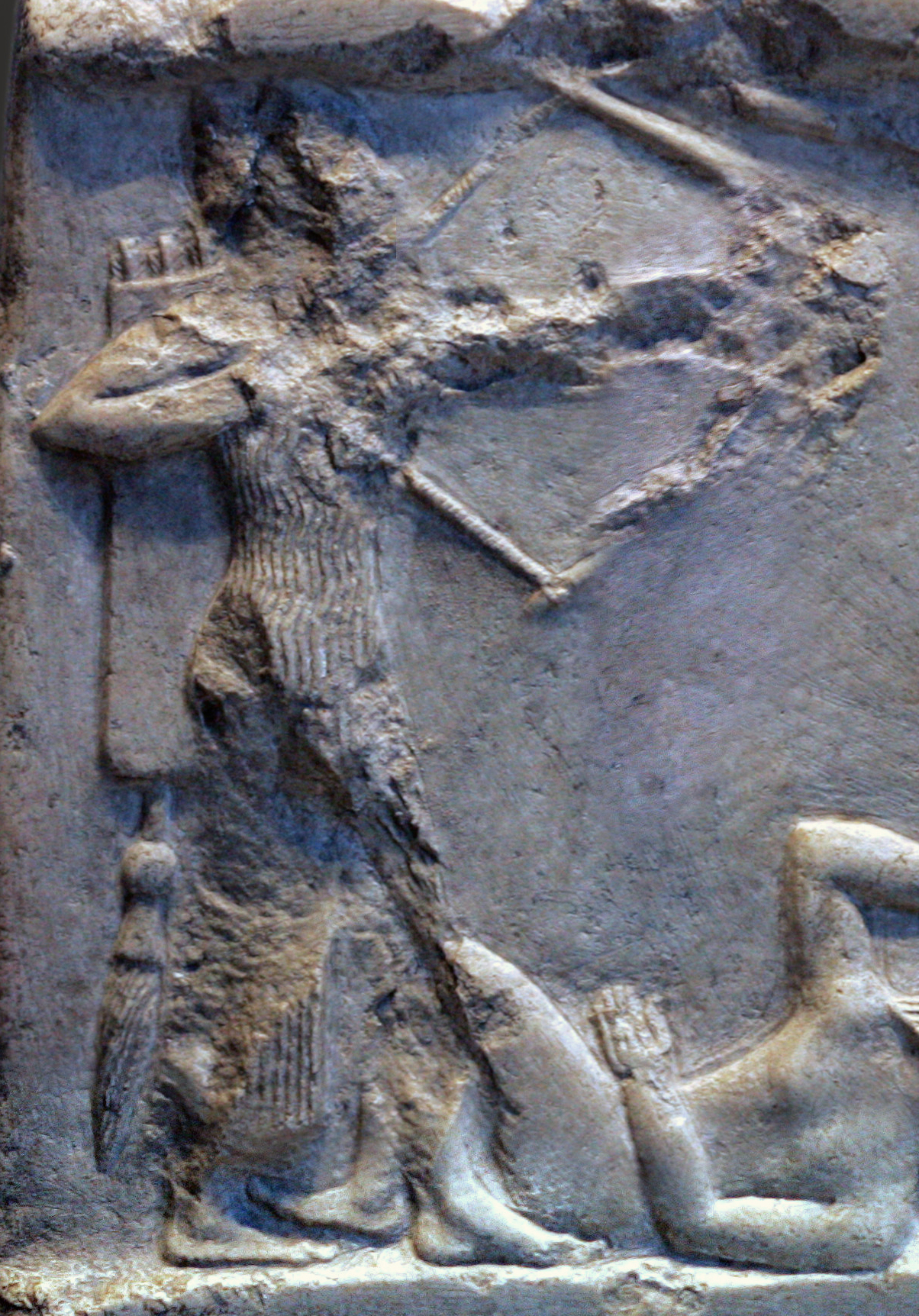
Arqueiro na estela de Rimus, que provavelmente possa ser o rei acádio.

Além disso, Rimus foi vitorioso em Adabe e Zabala na batalha e derrubou 15 718 exércitos e teve 14 576 cativos. Depois, ele capturou Mesquigala, governador de Adabe, e Lugalgalzu, governador de Zabala, e assim conquistando as duas cidades, destruindo suas muralhas.
Em 2 270 a.C., Rimus foi assassinado por uma conspiração de Narã-Sim e Manu-Danu, sendo sucedido por seu irmão Manistusu.